# Месарош, Михай
Михай Месарош (венг. Mészáros Mihály, 20 сентября 1939 — 14 июня 2016) — американский актёр-лилипут венгерского происхождения.
Был членом цирковой компании Ringling Bros. and Barnum & Bailey Circus как «самый маленький человек в мире».

## Биография
В детстве он посещал государственную школу циркового искусства и стал хорошо разбираться во многих разнообразных навыках. В течение многих лет выступлений в «Ringling Brothers Барнум & Bailey Circus» продюсеры Ирвин Фелд и Кеннет Фелд[прояснить] услышали о существовании в Венгрии очень маленького человека. В 1973 году продюсеры предложили Мичу выступать в цирке.
12 июня 2016 года было объявлено, что Мичу находится в коматозном состоянии в больнице Лос-Анджелеса; перед этим он был обнаружен в бессознательном состоянии на полу в ванной комнате своим менеджером Деннисом Варга. Он страдал многочисленными проблемами со здоровьем, так как он перенёс инсульт восемь лет назад. Мичу не выходил из комы, и 13 июня 2016 года он умер в возрасте 76 лет в больнице Little Company of Mary Hospital в городе Торранс (Калифорния).

## Участие в фильмах
- Коротышка-большая шишка (1988)
- Образина (1993)
- Чернокнижник 2: Армагеддон (1993)
- Музей восковых фигур (1988)
- Альф (1986)